# Мужская сборная Великобритании по хоккею на траве
Мужская сборная Великобритании по хоккею на траве — мужская сборная по хоккею на траве, представляющая Великобританию на международной арене. Управляющим органом сборной выступает Федерация хоккея на траве Великобритании (англ. Great Britain Hockey).
Сборная представляет Великобританию как единое целое на некоторых международных соревнованиях: главным образом, на летних Олимпийских играх, а также в турнирах Трофея чемпионов и некоторых других. В остальных международных турнирах уровня сборных команд части Великобритании (Англия, Шотландия, Уэльс, Северная Ирландия; последняя — совместно с Ирландией) представлены отдельными сборными.
Сборная создана в 1920 году под названием «Сборная Великобритании и Ирландии» (англ. Great Britain and Ireland), еще до создания Ирландии как отдельного суверенного государства. Единственным турниром, где сборная приняла участие под таким названием, стали Олимпийские игры 1920 в Антверпене, где сборная выиграла золотую медаль. До 1920 года на Олимпийских играх был лишь один турнир по хоккею на траве, в 1908 году в Лондоне, где сборная Англии выиграла золотую медаль, сборная Ирландии — серебряную, а сборные Шотландии и Уэльса — бронзовые медали.

## Результаты выступлений

### Летние Олимпийские игры
- 1908 — не участвовали
- 1920 —
- 1928, 1932, 1936 — не участвовали
- 1948 —
- 1952 —
- 1956 — 4-е место
- 1960 — 4-е место
- 1964 — 9-е место
- 1968 — 12-е место
- 1972 — 6-е место
- 1976, 1980 — не участвовали
- 1984 —
- 1988 —
- 1992 — 6-е место
- 1996 — 7-е место
- 2000 — 6-е место
- 2004 — 9-е место
- 2008 — 5-е место
- 2012 — 4-е место
- 2016 — квалифицированы

### Мировая лига
- 2014/15 — по рейтингу сборной Англии попали сразу в полуфинальный раунд, вышли в финальный раунд (он состоится 28 ноября — 6 декабря 2015)

### Трофей чемпионов
(включая и результаты, показанные сборной Англии)
- 1978 —
- 1980 — 7-е место
- 1981 — 6-е место
- 1982, 1983 — не участвовали
- 1984 —
- 1985 —
- 1986 — 4-е место
- 1987 — 4-е место
- 1988 — 6-е место
- 1989 — 5-е место
- 1990 — 6-е место
- 1991 — 5-е место
- 1992 — 5-е место
- 1993 — не участвовали
- 1994 — 6-е место
- 1995 — 6-е место
- 1996, 1997, 1998 — не участвовали
- 1999 — 5-е место
- 2000 — 6-е место
- 2001 — 6-е место
- 2002—2006 — не участвовали
- 2007 — 6-е место
- 2008 — не участвовали
- 2009 — 6-е место
- 2010 —
- 2011 — 6-е место
- 2012 — 8-е место
- 2014 — 7-е место